# Pernand-Vergelesses
Pernand-Vergelesses település Franciaországban, Côte-d’Or megyében. Lakosainak száma 240 fő (2022. január 1.). Pernand-Vergelesses Échevronne, Aloxe-Corton, Savigny-lès-Beaune, Ladoix-Serrigny és Magny-lès-Villers községekkel határos.

## Népesség
A település népességének változása:
| Lakosok száma | 253  | 334  | 320  | 283  | 254  | 247  | 244  | 236  | 237  | 240  |
|               | 1968 | 1982 | 1990 | 2006 | 2013 | 2015 | 2017 | 2019 | 2020 | 2022 |